# Aritmètica (llibre)
Aritmètica (grec antic: Ἀριθμητικά, Arithmetikà) és un text en grec antic de matemàtica escrit per Diofant d'Alexandria al segle iii. És una col·lecció de 130 problemes d'àlgebra que dona solucions numèriques a equacions determinades (aquelles equacions amb una solució única) i a equacions indeterminades.
Les equacions d'aquest llibre reben el nom d'equacions diofàntiques. El mètode per a resoldre aquestes equacions es coneix com a anàlisi diofàntica. La majoria dels problemes d'Aritmètica porten a equació quadràtica. Van ser aquestes equacions les que van inspirar Pierre de Fermat a proposar el seu Darrer Teorema de Fermat, escrits en la còpia del llibre Aritmètica que tenia Fermat, on s'estableix que l'equació {\displaystyle x^{n}+y^{n}=z^{n}}, on {\displaystyle x}, {\displaystyle y}, {\displaystyle z} i {\displaystyle n} són enters diferents de zero, no tenen solució amb {\displaystyle n} més gran que 2.
En el Llibre 3, Diofant resol problemes de trobar valors que fan dos expressions linears simultànies dins quadrats o cubs. En el Llibre 4, ell troba potències racionals entre nombres donats. També va advertir que els nombres en la forma {\displaystyle 4n+3} no poden ser la suma de dos quadrats. Diofant també sembla que sabia que qualsevol nombre es pot escriure com la suma de quatre quadrats. Però fins i tot Fermat va fallar en proporcionar una prova sobre això i no va ser provat fins Joseph Louis Lagrange qui va usar els resultats de Leonhard Euler.
Aritmètica originàriament estava escrit en 13 llibres, però els manuscrits grecs que s'han conservat només tenen 6 llibres. El 1968, Fuat Sezgin va descobrir 4 llibres desconeguts d'Aritmètica al santuari de l'imam Reza a la ciutat de Mashad, Iran. Es creu que aquests quatre llibres van ser traduïts del grec a l'àrab per Qusta ibn Luqa (820–912). Norbert Schappacher va escriure:

[Els quatre llibres perduts] van tornar a sortir a la llum l'any 1971 a la Biblioteca Astan en una còpia de l'any 1198. No es van catalogar com de Diofant (sinó com de Qust¸a ibn Luqa) perquè el bibliotecari no va ser capaç de llegir el nom de Diofant que en la portada apareixia en cal·ligrafia cúfica.

Aritmètica va ser coneguda en el món islàmic a partir del segle x quan Abu-l-Wafà la traduí a l'àrab.